# Lista de regiões portuguesas ordenadas por taxa de natalidade
Esta é uma lista demostrando a taxa de natalidade de cada uma das sete regiões portuguesas, ordenadas pela região e ano, mostrando os valores de cada ano desde 2011. Os dados baseiam-se nas estatísticas oficiais do Instituto Nacional de Estatística.
| Posição | Posição          | Região                       | Taxa de natalidade (2021) | Variação (desde 2020) |
| Em 2021 | Comparada a 2020 | Região                       | Taxa de natalidade (2021) | Variação (desde 2020) |
| ------- | ---------------- | ---------------------------- | ------------------------- | --------------------- |
| 2       | (0)              | Área Metropolitana de Lisboa | 9,3 %                     | 0,5 %                 |
| 5       | (0)              | Região do Algarve            | 8,8 %                     | 0,6 %                 |
| 6       | (0)              | Região dos Açores            | 8,6 %                     | 0,2 %                 |
| 4       | (0)              | Região do Alentejo           | 7,4 %                     | 0,2 %                 |
| 1       | (0)              | Região do Norte              | 6,9 %                     | 0,6 %                 |
| 7       | (0)              | Região da Madeira            | 6,9 %                     | 0,5 %                 |
| 3       | (0)              | Região do Centro             | 6,6 %                     | 0,4 %                 |
|         |                  | Portugal                     | 7,6 %                     | 0,5 %                 |